# Základní škola evangelická (Černilov)
Novorenesanční budova základní evangelické školy se nalézá v centru obce Černilov v okrese Hradec Králové nedaleko od evangelického kostela v Černilově. Budova školy byla Ministerstvem kultury České republiky 22. ledna 2003 prohlášena kulturní památkou ČR.

## Historie
V roce 1863 byla podána žádost evangelickým sborem helvetského vyznání na c. k. okresní hejtmanství v Hradci Králové na stavbu školy v Černilově. Po schválení žádosti byl 26. dubna 1864 položen základní kámen a její otevření a posvěcení proběhlo 17. října 1864. Výstavba školy přišla na 4000 zlatých. Prostředky byly poskytnuty členy reformovaného sboru a částečně od augsburského sboru. Příspěvky byly doručeny také z Nizozemska (z Elberfeldu na 500 zlatých), Skotska nebo Basileje. 
Prvním učitelem a řídícím byl Jan Rychetský (1842–1915), který působil na škole až do roku 1911. Za jeho působení patřila škola mezi nejlepší. V prvním školním roce 1864/1865 navštěvovalo školu 89 dětí a jejich počet stoupal. Ve školním roce 1870–1871 se učilo už 106 dětí a v roce 1887 už 135. Prostory školy přestaly vyhovovat a přízemní budova byla přestavěna na patrovou.
Od roku 1878 byly v Černilově tři školy. Obecní škola, která byla přestavěna v roce 1879 a náklady na její opravu měli nést všichni obyvatelé Černilova bez rozdílů vyznání. Další škola, soukromá, vznikla v roce 1878, kterou založil evangelický sbor augsburského vyznání a třetí soukromá již popisovaná škola reformovaného sboru. V roce 1905 byla zrušena evangelická škola augsburského vyznání a po ukončení první světové války v roce 1919 byla zrušena evangelická škola reformního sboru. Budova školy byla pronajata obecní škole pro potřebu výuky. Budova evangelické školy byla využívána k výuce i pro potřebu bydlení.
Farní sbor Českobratrské církve evangelické získal zpět budovu školy po roce 1990. Po dohodě s obcí, která hledala vhodné prostory pro základní uměleckou školu, byl objekt evangelické školy obci prodán v roce 2003. Obec krátce na to zahájila realizaci rekonstrukce školy k využití jako kulturní a spolkový dům. Nákladem 450 000 Kč byla opravena střecha, z toho bylo sto tisíc korun z grantu Královéhradeckého kraje. V roce 2007 proběhla první etapa rekonstrukce, na kterou bylo vyčleněno 2,5 milionů korun.
V domě se do rodiny řídícího učitele roku 1899 narodil Bohuslav Horák, pozdější zemědělský inženýr, redaktor Československého rozhlasu a manžel právničky a političky Milady Horákové. Na budově bývalé školy mu byla odhalena pamětní deska, autorem je Hynek Shejbal. 

## Popis
Cihelná novorenesanční budova základní školy je jednopatrová s valbovou střechou a taškovou krytinou. Budova školy je zachována v intaktní podobě, bez rušivých zásahů. 
Napříč budovou prochází chodba s pilastry nesoucími přímé pasy a ploché zrcadlové klenby. Ostatní místnosti jsou plochostropé. Na schodišti je ozdobné litinové zábradlí, vstupní dveře jsou původní zdobná truhlářská práce. 
Fasády jsou členěné pásovou bosáží, kordonovou a korunní římsou s konzolkami, doplněné plastickými šambránami oken, v patře s nadokenními římsami. 

## Galerie

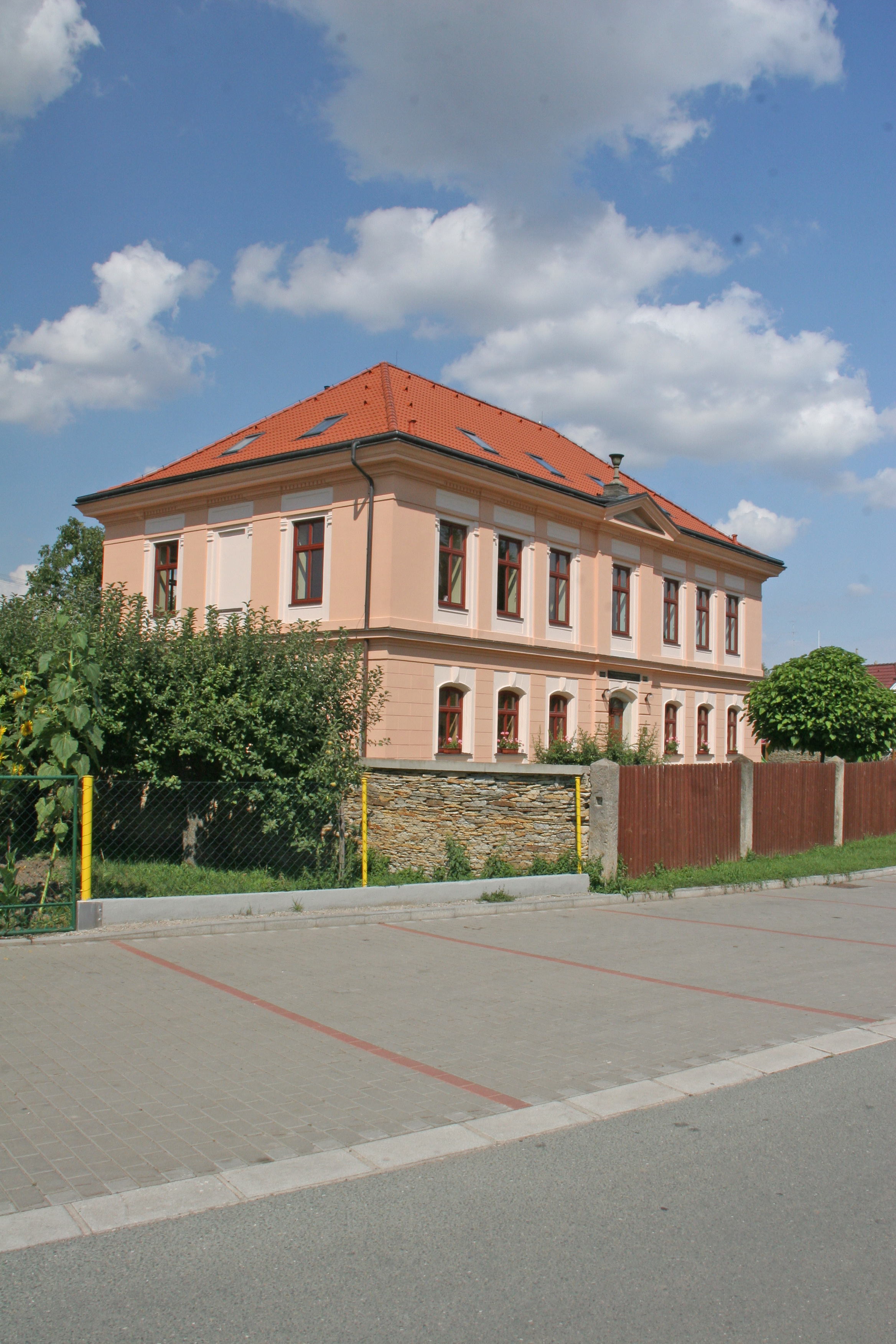
Základní škola evangelická v Černilově
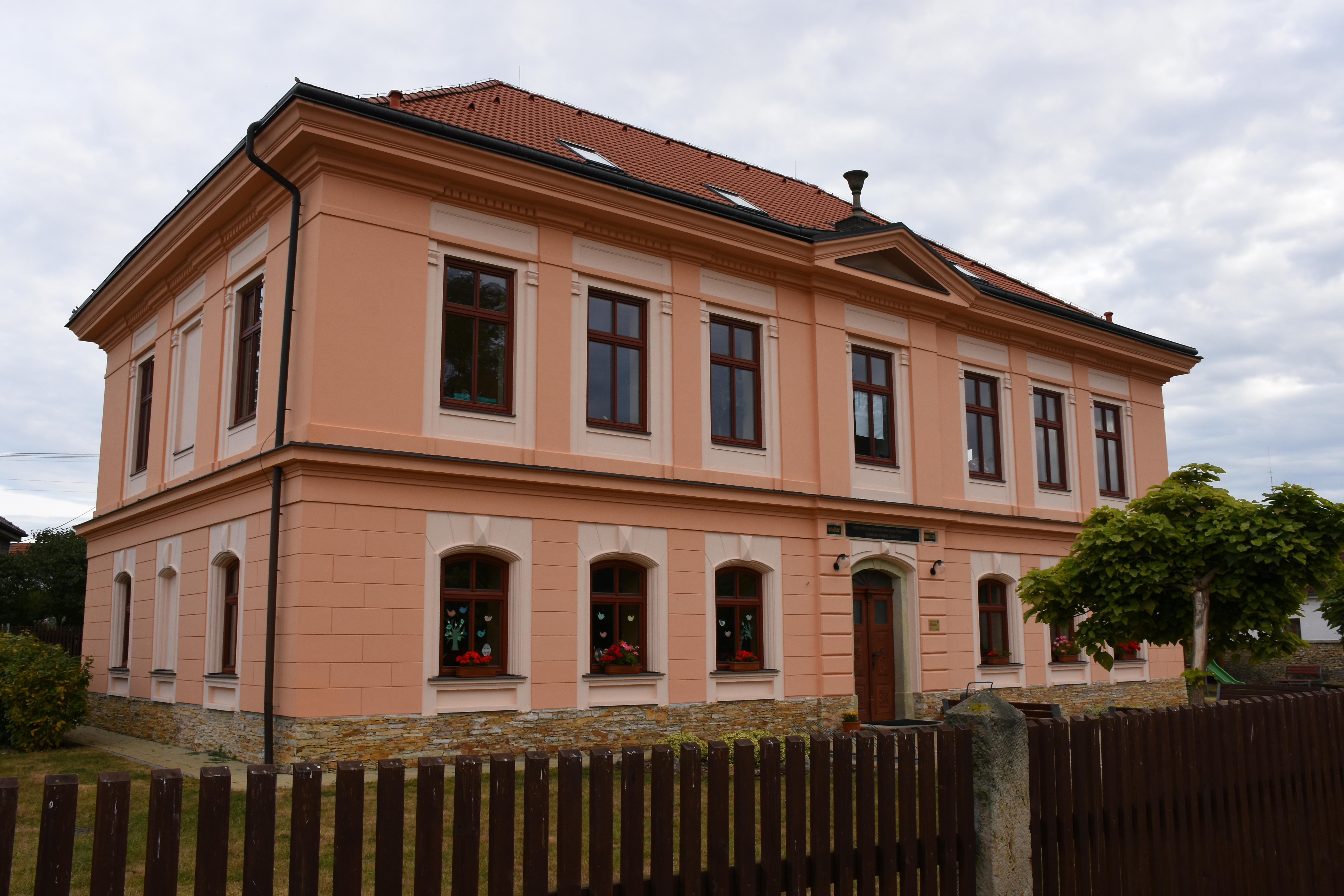
Základní škola evangelická v Černilově
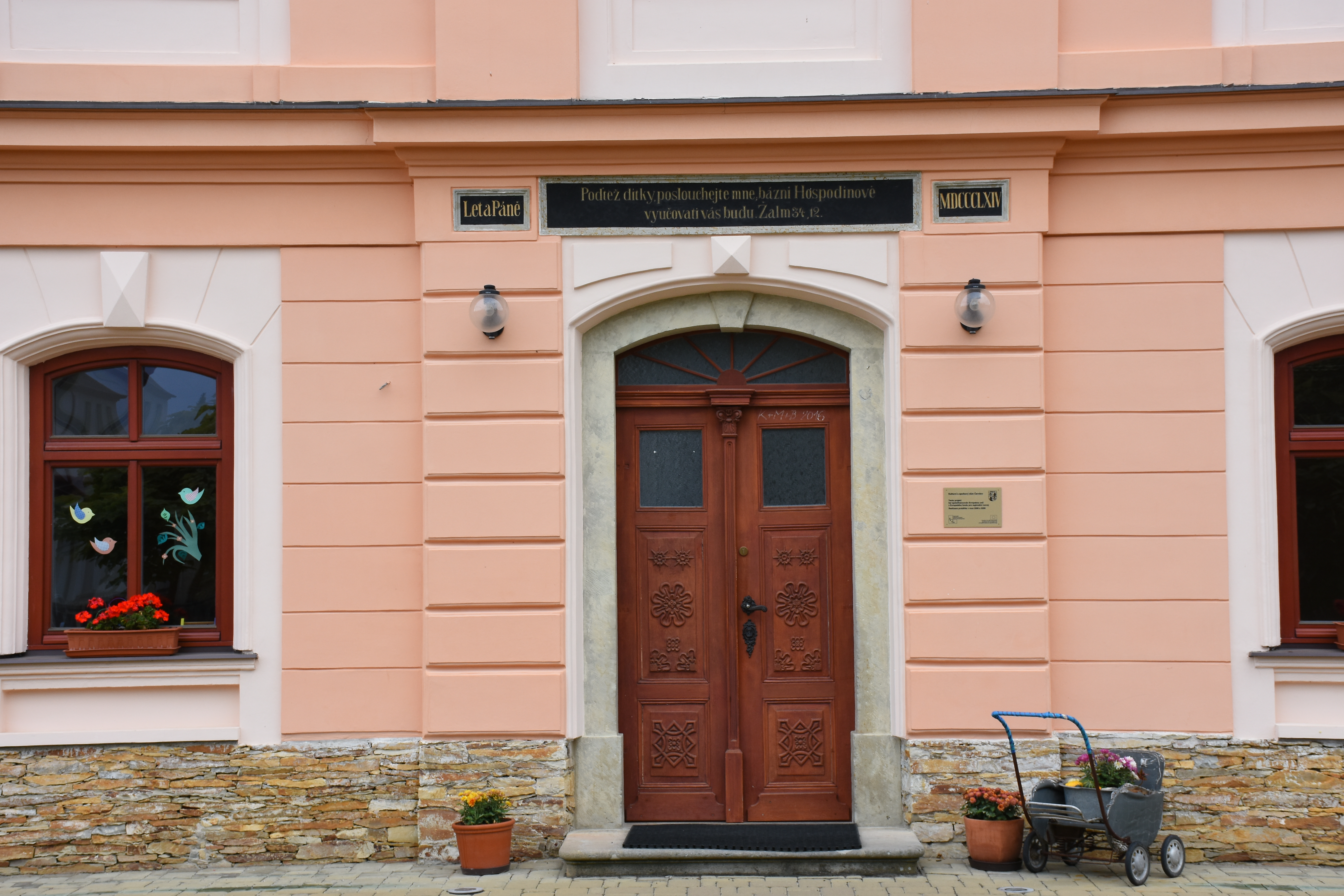
Základní škola evangelická v Černilově - vstup
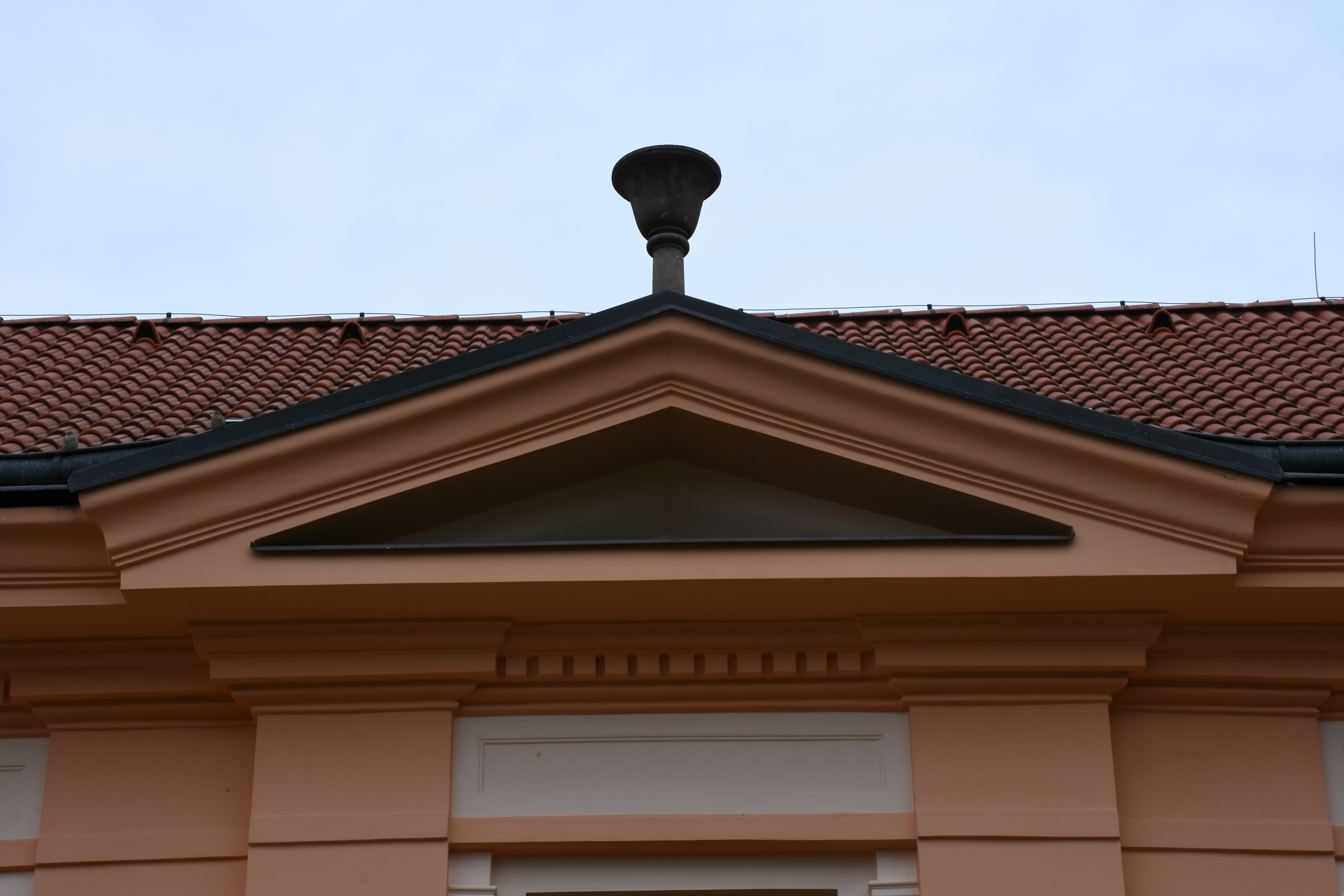
Základní škola evangelická v Černilově - rizalit
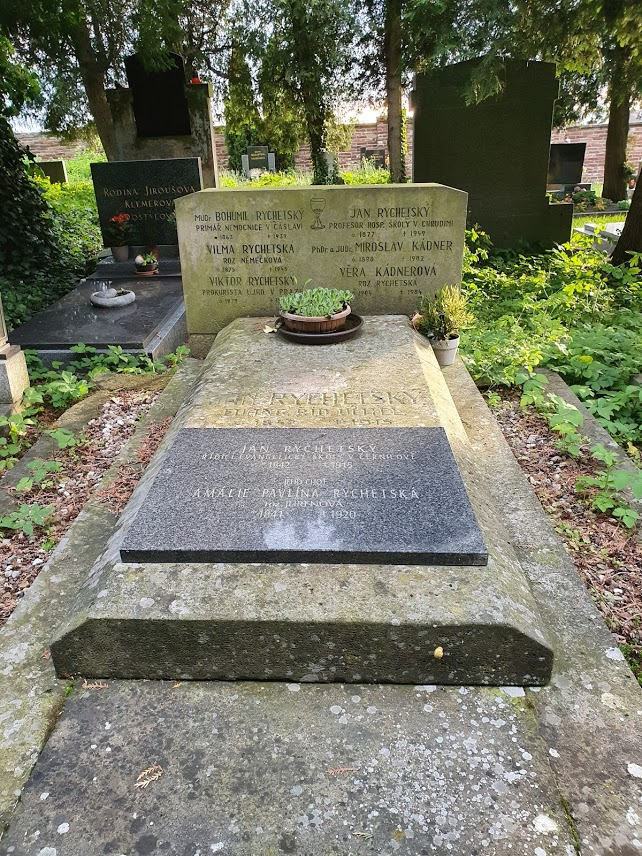
Náhrobek prvního řídícího učitele Jana Rychetského